# Lotononis sutherlandii
Lotononis sutherlandii är en ärtväxtart som beskrevs av Dummer. Lotononis sutherlandii ingår i släktet Lotononis och familjen ärtväxter. Inga underarter finns listade i Catalogue of Life.